# Bob Clearmountain
Bob Clearmountain (Connecticut, 16 de janeiro de 1953) é um engenheiro de som estadunidense. É conhecido por seus trabalhos com Bruce Springsteen, Bryan Adams, Toto, Simple Minds, The Rolling Stones, David Bowie e Tina Turner.